# Дом Е. И. Грачёва
Дом Е. И. Грачёва (Дом крепостны́х мануфактури́стов Грачёвых) — жилой дом крепостного крестьянина графа Шереметева, богатейшего ивановского предпринимателя Е. И. Грачёва (1743—1819), самый известный из сохранившихся в Иванове памятников архитектуры классицизма и самое старое здание города, обозначенное на плане села Иванова 1774 г..

## Фабриканты Грачёвы
Уже в первой половине XVIII века в Иванове выделилась зажиточная крестьянская верхушка. В середине XVIII века эти крепостные «капиталистые» крестьяне, как их прозвали в Иванове, начали вкладывать нажитые на торговых операциях капиталы в текстильное производство. Первым это сделал Григорий Бутримов, основавший в 1742 году первую известную нам мануфактуру.
Компаньоном Бутримова был ивановский крестьянин И. И. Грачёв, разбогатевший, вероятно, на торговых спекуляциях по скупке местных кустарных изделий, имевший уже торговые связи с Петербургом, где он держал приказчика. Решив завести собственное фабричное производство, он в 1748 году основал свою полотняную мануфактуру. Присланный из мануфактур-коллегии в 1749 году ревизор нашёл, что у Грачёва «как по строению, так и по приготовлению материалов немалые товары делаются не худо».

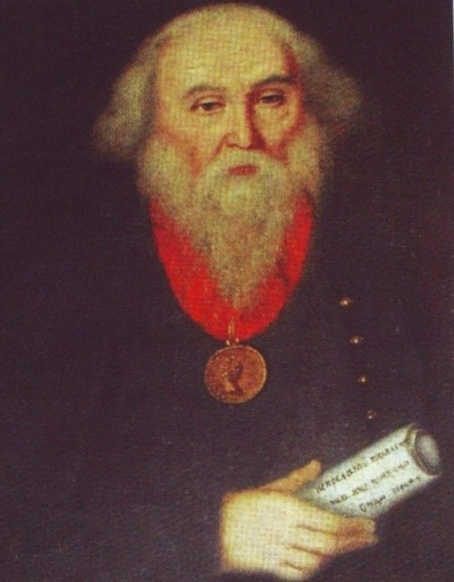
Портрет Е. И. Грачёва.
(Кон. 18 — нач. 19 вв., ИГИКМ, неизвестный художник)

При этом, юридически в мануфактур-коллегии числилась одна «фабрика» «его сиятельства графа П. Б. Шереметева», а фактически их было две, и владельцами их являлись крестьяне Грачёв и Бутримов, фигурировавшие как «надзиратели» и «смотрители» господской «фабрики». В 60-х гг. XVIII века мануфактура Бутримова уже не упоминается, перейдя в руки наследников И. И. Грачёва, из которых особенно выделился Ефим Иванович Грачёв. Он вскоре стал самым богатым из ивановских предпринимателей, сосредоточив в своих руках почти все предприятия.
К концу XVIII века Е. И. Грачёв владел 3084 десятинами земли, составляющими до 40 отдельных «недвижимых имений», скупленных на имя графа у соседних помещиков и своих односельчан. Ему принадлежали лесные массивы, пашни, сенокосы и около 400 человек крепостных крестьян, записанных, однако на имя графа Шереметева.
Ефим Грачёв был настолько состоятельным, что ссужал деньгами самого графа Петра Шереметева — владельца Иванова с 1743 года, сына известного полководца и сподвижника Петра I Бориса Петровича Шереметева, получая при этом различные привилегии от помещика. Затем постоянно ссужал деньгами и Н. П. Шереметева, только что вступившего во владение селом.
Ефим Грачёв первым из крепостных в 1795 году получил волю, на 35 лет раньше своих богатых односельчан, уплатив своему помещику 135 тысяч рублей, оставив в собственности Шереметевых все свои предприятия и земли с купленными крестьянами. Он стал московским купцом первой гильдии и арендатором своего бывшего предприятия. После смерти Ефима Грачёва право аренды перешло к его дочери, но в дальнейшем предприятие постепенно пришло в упадок. Позднее Шереметевы продали разоренное предприятие Грачёвых фабрикантам Гарелиным.
Е. И. Грачёв известен и как благотворитель: «он пожертвовал значительные суммы в Московский университет, за что имя его включено в число благотворителей этого старейшего русского университета и помещено вместе с другими в актовом зале».

## Дом Грачёва
Каменный особняк Ефима Грачёва — представителя разбогатевших крепостных крестьян-предпринимателей Иванова, имевших право выбирать только самые простые образцовые фасады, выполнен в формах безордерного раннего классицизма. С учётом того факта, что Е. И. Грачёв во время создания особняка был ещё крепостным крестьянином, поражают размеры постройки в 11 оконных осей. Главный дом — П-образный в плане, двухэтажный с антресолями. Цоколь белокаменный. На главном фасаде центральный трёхоконный ризалит завершён фронтоном. Углы ризалита и фасадов выделены пилястрами. Между этажами выполнен декоративный пояс, венчающий карниз — многопрофильный, сильно выступающий. Окна без наличников: арочные — на втором этаже ризалита и прямоугольные — все другие окна. На невысоком первом этаже со сводами и распалубками над окнами находились жилые комнаты и кладовые, а на втором этаже — парадные залы и устроенная Е. Грачёвым домашняя старообрядческая молельня. Между домом и флигелем расположены ворота.
Наследниками Е. И. Грачёва в 1837 году фабрикантам Гарелиным вместе с предприятием был продан и жилой дом, напротив которого в 1893 году был выстроен Преображенский храм в «русском» стиле по проекту А. С. Каминского.
В советский период в бывшем особняке Е. И. Грачёва долгое время работала школа, затем районный Дом пионеров и студия «Орлёнок» хорового общества Ивановской области. В настоящее время в здании расположен Дом детского творчества.